# پیشخدمت پارگینگ
نگهبان پارکینگ یا والت  (به انگلیسی: The Valet) یک فیلم کمدی و عاشقانه آمریکایی محصول سال ۲۰۲۲ به کارگردانی ریچارد وانگ به نویسندگی باب فیشر و راب گرینبرگ است. این بازسازی فیلم فرانسوی بنام بدل (فیلم ۲۰۰۶) اثر فرانسیس وبر است. اوخنیو دربس و سامارا ویوینگ، ماکس گرینفیلد، بتسی براندت، ماریسول نیکولز و آمائوری نولاسکو از بازیگران اصلی هستند. این فیلم به کارمن سالیناس، که در سال ۲۰۲۱ درگذشت، تقدیم شده‌است. فیلم در ۲۰ می ۲۰۲۲ از طریق هولو منتشر شد.

## داستان
یک ستاره سینما از یک پیشخدمت پارکینگ در رستورانی در بورلی هیلز دعوت می‌کند تا به عنوان معشوقه خود ظاهر شود تا رابطه‌اش با یک مرد متأهل را پوشش دهد.

## پاسخ انتقادی
در وب‌سایت جمع‌آوری نقد راتن تومیتوز از ۲۷ بررسی با میانگین امتیاز ۶٫۱ از ۱۰ را دارد. که نشان‌دهنده «بررسی‌های عموماً مطلوب» است.